# Byblis kallarthra
Byblis kallarthra is een vlokreeftensoort uit de familie van de Ampeliscidae. De wetenschappelijke naam van de soort is voor het eerst geldig gepubliceerd in 1886 door Stebbing.